# Christian Fürchtegott Gellert
Christian Fürchtegott Gellert (Gräfenhainichen, 4 de juliol de 1715 - Leipzig, 13 de desembre de 1769) va ser un poeta alemany, un dels precursors de l'època daurada de la literatura alemanya que va ser inaugurada per Lessing.

## Biografia
Gellert va néixer a Hähnichen, a Saxònia, als peus de l'Ergege. Després d'assistir a l'escola de St. Afra a Meissen, va ingressar a la universitat de Leipzig el 1734 com a estudiant de teologia, però el 1738 Gellert va deixar els seus estudis ja que la seva família ja no es podia permetre suportar-lo i es va convertir en tutor privat durant uns quants anys. Tornant a Leipzig el 1741, va contribuir al Bremer Beiträge, un periòdic fundat per antics deixebles de Johann Christoph Gottsched que s'havien revoltat contra la pedanteria de la seva escola. A causa de la timidesa i la mala salut, Gellert va abandonar la idea d'entrar al sacerdoci. Tanmateix, finalment va acabar el seu doctorat el 1743 i es va classificar com a professor universitari el 1744. El 1745 es va establir com a Privatdozent en filosofia a la universitat de Leipzig, fent conferències sobre poesia, retòrica i filosofia moral. El 1751 va ser nomenat professor extraordinari de filosofia, lloc que va ocupar fins a la seva mort a Leipzig el 1769.

## Obres
Gellert va ser estimat i venerat pels seus estudiants, i altres persones que el van conèixer, degut en gran part al seu caràcter: era conegut per ser amable i generós, i per la pietat i la humilitat sense afectar. Va escriure per tal de fer augmentar el caràcter religiós i moral de la gent, i amb aquest objectiu utilitzava un llenguatge que, encara que a vegades era prolix, era sempre correcte i clar. Es va convertir així en un dels autors alemanys més populars, i alguns dels seus poemes gaudien d'una celebritat desproporcionada pel seu valor literari. La seva col·lecció, immensament exitosa, de rondalles i històries en vers, Fabeln und Erzählungen, publicada per primera vegada el 1746, amb una segona part apareguda el 1748, va consolidar la seva reputació literària. Una col·lecció popular de poemes i himnes religiosos, Geistliche Oden und Lieder, va aparèixer el 1758.
La fama de Gellert no es deu gens ni mica al temps en què va viure i va escriure. La literatura alemanya del període estava dominada per l'escola de Gottsched. Un grup de joves, del qual Gellert n'era un, es va decidir a alliberar-se del que veien com lligams convencionals i retòrics, i van començar una revolució que finalment va ser consumada per Schiller i Goethe. Karl Philipp Moritz, en el context dels seus viatges a Anglaterra el 1782, va assenyalar: "Entre nosaltres els alemanys ... no puc pensar en el nom de cap poeta més enllà del de Gellert que entri fàcilment a la ment de la gent comuna [a Londres]".
Les faules, a través de les quals Gellert va prendre La Fontaine com a model, són senzilles i didàctiques. Els seus poemes religiosos van ser adoptats com a himnes per catòlics i protestants. El més conegut dels seus himnes és "Die Ehre Gottes aus der Natur" ("Els cels estan dient"). Gellert va escriure algunes comèdies sentimentals: Die Betschwester (1745), Die kranke Frau (1747), Das Los in der Lotterie (1748), i Die zärtlichen Schwestern (1747), l'última de les quals va ser molt admirada. La seva novel·la Leben der schwedischen Gräfin von G. (1746), una imitació feble de la Pamela de Samuel Richardson, destaca per ser el primer intent alemany de novel·la psicològica.
A més de donar conferències a grans públics sobre qüestions morals, Gellert va mantenir una àmplia correspondència tant amb desconeguts com amb amics, especialment amb aquells que demanessin consells sobre qüestions morals. Considerat per molts corresponsals com a professor també de bon estil d'escriptura, el 1751 va publicar un volum de cartes model, juntament amb un assaig sobre escriptura de lletres (Briefe, nebst einer praktischen Abhandlung von dem guten Geschmacke a Briefen).